# Nuno Mendes (político)
Nuno Alexandre Oliveira Mendes  (Almada, 12 de Maio de 1977) é bancário e político português.
Atualmente, desempenha as funções de deputado à Assembleia Municipal de Almada e de membro da Assembleia de Freguesia de Almada, Cova da Piedade, Pragal e Cacilhas.

## Atividade política
Nuno Mendes iniciou a sua atividade política no Chega em abril de 2019.
Com a colaboração de outros elementos iniciou em 2020 o processo de criação da Comissão instaladora da Concelhia do Chega em Almada.
Em 2021 foi nomeado Coordenador do núcleo de Almada, cargo que deteve até ao início de 2023.
Nas autárquicas de 2021, com a sua equipa concelhia, alcança o objectivo de apresentar candidatura em todos os órgãos Autárquicos do Concelho e conseguem eleger dois Deputados Municipais e um representante em cada uma das cinco freguesias.
A 16-10-2021 toma posse como deputado municipal de Almada.
A 26 de outubro de 2023 toma posse como membro da Assembleia da União de Freguesias de Almada, Cova da Piedade, Pragal e Cacilhas.
Em 2023, solicita a sua substituição de Coordenador do Núcleo de Almada, para se poder dedicar na totalidade à função de Deputado Municipal em Almada

## Resultados Eleitorais

### Eleições Legislativas
| Data | Partido | Partido | Circulo eleitoral | Posição     | Cl. | Votos  | %             | +/- | Status     | Notas |
| ---- | ------- | ------- | ----------------- | ----------- | --- | ------ | ------------- | --- | ---------- | ----- |
| 2022 |         | CH      | Setúbal           | 6.º (em 19) | 4.º | 39 135 | 9,03 / 100,00 |     | Não Eleito |       |

### Eleições Autárquicas

#### Câmara Muncipal
| Data | Partido | Partido | Concelho | Posição     | Cl. | Votos | %             | +/- | Status     | Notas |
| ---- | ------- | ------- | -------- | ----------- | --- | ----- | ------------- | --- | ---------- | ----- |
| 2021 |         | CH      | Almada   | 2.º (em 11) | 5.º | 3 980 | 5,63 / 100,00 |     | Não Eleito |       |

#### Assembleia Municipal
| Data | Partido | Partido | Concelho | Posição     | Cl. | Votos | %             | +/- | Status | Notas                    |
| ---- | ------- | ------- | -------- | ----------- | --- | ----- | ------------- | --- | ------ | ------------------------ |
| 2021 |         | CH      | Almada   | 2.º (em 33) | 5.º | 4 320 | 6,11 / 100,00 |     | Eleito | Lider do Grupo Municipal |

#### Assembleia Freguesia
| Data | Partido | Partido | Concelho                                   | Posição     | Cl. | Votos | %             | +/- | Status | Notas |
| ---- | ------- | ------- | ------------------------------------------ | ----------- | --- | ----- | ------------- | --- | ------ | ----- |
| 2021 |         | CH      | Almada, Cova da Piedade, Pragal e Cacilhas | 1.º (em 22) | 5.º | 983   | 4,56 / 100,00 |     | Eleito |       |

## Artigos relevantes de Jornal
- Autarcas almadenses defendem deslocação de pórtico da A33 [4]
- A Democracia da Assembleia Municipal - No dia 27 de Abril, foi avançada uma explicação para a substituição e/ou alteração de documentos detectada no dia anterior[5]
- Impasse na Reunião da Assembleia Municipal. Um problema a nível de procedimentos, levantado ontem 26 de Abril, na reunião da Assembleia Municipal de Almada pelo deputado do CHEGA Nuno Mendes, levou a um impasse nos trabalhos e quase provocou a sua suspensão.[6]
- Este não é um concelho para nascer. A incapacidade do Hospital Garcia de Orta de ser hospital de referência para uma população com mais de 870 mil cidadãos já era notória, mas a falta de investimento real na saúde só agravou a situação.[7]
- O Sol da Caparica. Em pleno verão, autorizar um festival para 30 mil pessoas numa zona urbana é fustigar ainda mais uma população que durante este período já habitualmente não tem lugar de estacionamento.[8]